# Tramea calverti
La libélula de alforjas rayadas (Tramea calverti) pertenece a la familia de las libélulas rayadoras (Libellulidae), tiene una distribución amplia y es localmente común dentro de su territorio, incluyendo dentro de áreas naturales protegidas, no hay indicios de declive poblacional.1 Como las otras especies del género presenta un vuelo estable y alto, generalmente no descendiendo a menos de 2 m de altura.2 Perchan en la punta de pastos altos y ramas donde tengan una clara visión de intrusos en campos abiertos o alrededor de estanques.2

## Clasificación y descripción de la especie
El género Tramea se compone de 24 especies, 10 de las cuales se distribuyen en el nuevo mundo, este grupo se distribuye prácticamente por todo el mundo, con excepción de Europa y Asia.3 T. calverti tiene cara amarillo claro que se vuelve roja en machos maduros, el vertex es color violeta metálico; el tórax es café con dos líneas claras oblicuas laterales; las alas son hialinas con una banda gruesa café con borde regular en las alas traseras; el abdomen es amarillento en las hembras y rojo en machos maduros, los segmentos 8-10 son negros dorsalmente.2

## Distribución de la especie.
Argentina (Catamarca, Corrientes, Jujuy, Misiones, Salta); Belice; Bolivia; Bonaire, Sint Eustatius y Saba (Saba, Sint Eustatius); Brasil (Río de Janeiro, Rondônia); Islas Caimán; Colombia; Costa Rica; Cuba; Curaçao; República Dominicana; Ecuador (Galápagos); El Salvador; French Guyana; Guadalupe; Guyana; Honduras; Jamaica; México (Baja California Sur, Campeche, Chiapas, Colima, Durango, Jalisco, Distrito Federal, Nayarit, Quintana Roo, San Luis Potosí, Sinaloa, Sonora, Tabasco, Veracruz, Yucatán); Nicaragua; Panamá; Perú; Saint Martin (parte francesa); Sint Maarten (parte Neerlandesa); Surinam; Trinidad and Tobago; E.U.A. (Florida, Iowa, Maryland, Massachusetts, Missouri, New Jersey, New York, North Carolina, South Carolina, Tennessee, Texas); Venezuela; Virgin Islands.1 Es una especie migratoria.

## Hábitat
Se encuentra en estanques someros con mayormente insolados y con camas de vegetación 1.

## Estado de conservación
Se considera como especie de preocupación menor en la lista roja de la IUCN.1